# Black Point (Bahamas)
Pour les articles homonymes, voir Black Point.
Black Point est l'un des 32 districts des Bahamas. Il est situé dans les îles Exumas et porte le numéro 4 sur la carte.
Le district est constitué d'une partie l'île de Great Guana (où se trouve le village de Black Point), de Farmer's Cay et de Staniel Cay. La population est de 414 habitants au recensement de 2010 répartie entre les trois villages. 